# HMS Queen Charlotte (1790)
HMS Queen Charlotte (1790) — 100-пушечный линейный корабль первого ранга. Первый корабль Королевского флота, названный в честь королевы Шарлотты.

## Постройка
Построен на королевской верфи в Чатеме. Спущен на воду в 1790 году. В отличие от предшествовавших ему HMS Britannia и HMS Victory, сразу имел 32-фунтовые пушки на нижнем деке, вместо более тяжелых и неповоротливых 42-фунтовых. Уменьшение веса залпа компенсировалось быстротой перезарядки, традиционно сильной стороной британских кораблей. Это было, буквально, вдвойне справедливо для флагманов, имевших лучшие, самые тренированные команды: например, средний линейный корабль мог делать залп каждые 3 минуты, а Victory — каждые 90 секунд.

## Служба
Участвовал во многих боях против французов, наиболее известен как флагман адмирала Ричарда Хау при Первом июня, и за участие в бою у острова Груа (1795) в эскадре адмирала Александра Худа.
Летом 1797 года стал штабом мятежа Флота Канала в Спитхеде. Одним из требований матросов было снятие непопулярных офицеров. Когда с помощью лорда Хау, популярного среди матросов, мятеж был погашен, команды приветствовали его, выстроившись по реям, как на параде.

## Гибель
Около 6 часов утра 17 марта 1800 года, под флагом лорда Кейта у Ливорно, корабль загорелся. Кейт с частью штаба находился на берегу, согласуя планы с австрийской армией. Корабль был отряжен на рекогносцировку острова Кабрера (Балеарские острова), как возможной цели. Когда начался пожар, Queen Charlotte был еще в виду берега. 
Один из выживших, корабельный плотник Джон Бэрд (John Baird) показал, что около 6:20 утра был обнаружен пожар, и раньше чем он успел выйти наверх, огонь охватил половину палубы, шлюпки в колодце и брюканец грот-мачты. Загорелся не взятый вовремя на гитовы грот, от него началось распространение огня по такелажу. Дальше Бэрд не видел, какие действия предпринимались для тушения, так как провел следующие два часа в низах, пытаясь остановить распространение огня на крюйт-камеру. Вместе с лейтенантом Дандасом (Dundas) он пытался, законопатив шпигаты и задраив люки, затопить орлоп-дек. Они покинули пост только когда вниз начали проваливаться пушки с прогоревшего мидель-дека.
Команда оказалась неспособна потушить пожар, и около 11 часов утра Queen Charlotte взорвался, после чего затонул в Лигурийском море, с потерей 673 офицеров и матросов.
Потеря Queen Charlotte, хотя и небоевая, стала самой крупной потерей Королевского флота в ходе Революционных войн.

## Адмиралы, державшие флаг наHMS Queen Charlotte[5]
- 1794-?? — адмирал Ричард Хау
- 1797 — вице-адмирал лорд Кейт
- 1798 — вице-адмирал Томпсон (англ. Thompson)
- 1799 — контр-адмирал Уитшед (англ. Whitshed)
- 1800 — вице-адмирал лорд Кейт

## Командиры корабля[1][5]
- 1793 — капитан сэр Роджер Кертис (англ. Sir Roger Curtis)
- 1797 — капитан Дж. Элфинстон[6]
- 1798 — капитан Джон Ирвин (англ. J. Irwin)
- 1800 — капитан Эндрю Тодд (англ. Andrew Todd)